# Florence Goodenough
Florence Laura Goodenough (Honesdale, 6 agosto 1886 – Lakeland (Florida), 4 aprile 1959) è stata una psicologa statunitense, docente all'Università del Minnesota nota per lo sviluppo della Minnesota Preschool Scale e del Goodenough Draw-A-Man test (ora noto come Draw-A-Person Test).
Scrisse un manuale di psicologia infantile nel 1933 e divenne presidente del Consiglio nazionale delle psicologhe nel 1942. È anche nota per aver insegnato a Ruth Howard, la seconda donna afroamericana a conseguire un dottorato di ricerca in psicologia.

## Biografia
Florence Laura Goodenough nacque il 6 agosto 1886 a Honesdale, in Pennsylvania, e fu la più giovane di nove figli. Fu istruita a casa e ricevette l'equivalente di un diploma di scuola superiore. Nel 1908 si laureò in pedagogia presso la Normal School a Millersville, in Pennsylvania. Studiò alla Columbia University con Leta Stetter Hollingworth, e lì conseguì un Master nel 1921 mentre lavorava con lei. Ricevette il dottorato alla Stanford University nel 1924.
Nel frattempo a Stanford, Lewis Madison Terman stava iniziando uno studio sui bambini particolarmente dotati e stava selezionando potenziali ricercatori per il suo lavoro. La Goodenough fu notata da Terman per via del suo QI. Dopo essere stata scelta, contribuì al progetto in modo sostanziale per tutta la sua durata, ricoprendo i ruoli di capo psicologo sul campo e di capo ricercatore psicologo.  La Goodenough fu citata come collaboratrice nell'opera Genetic Studies of Genius di Terman. 
Poco dopo entrò a far parte dell'Istituto per il benessere del bambino presso l'Università del Minnesota come assistente professoressa. Divenne docente di ruolo nel 1931. John Anderson e la Goodenough offrirono alcuni dei primi corsi universitari e post-universitari in psicologia dello sviluppo. Presso l'Università del Minnesota, la Goodenough creò il Draw-a-Man test (Goodenough-Harris Draw-A-Person Test), utilizzato per misurare l'intelligenza dei bambini. Pubblicò il test nel libro del 1926 Measurement of Intelligence by Drawing, che includeva resoconti dettagliati di procedure, punteggi ed esempi.
Durante la seconda guerra mondiale, sviluppò per il Women's Army Corps un test proiettivo usando una libera associazione tra parole che avevano diversi significati. Sviluppò i fattori chiave per la mascolinità-femminilità e la leadership, ma si ritirò prima di completare il lavoro sul test.
Successivamente soffrì di una malattia degenerativa che la costrinse al prepensionamento nel 1947. Nonostante la malattia, che le causò la perdita di vista e udito, la Goodenough pubblicò altri tre libri dopo aver imparato il braille; Mental Testing: Its History, Principles, and Applications nel 1949, Exceptional Children nel 1954, e la terza edizione di Developmental Psychology nel 1959. Complessivamente, la Goodenough ha pubblicato 10 scritti e 26 articoli di ricerca. Morì per via di un ictus in Florida il 4 aprile 1959.
Florence Goodenough non si è mai sposata.

## Test del QI
La Goodenough rivisitò e inventò test per bambini studiando bambini particolarmente dotati, la psicologia infantile in generale, la rabbia e la paura (che erano in particolare tutti punti di sperimentazione per la sua carriera). Pubblicò il suo primo libro The Measurement of Intelligence by Drawings nel 1926 in cui presentò i suoi pensieri e le sue idee sui test del quoziente d'intelligenza dei bambini. In questo libro, la Goodenough presentò il suo test del QI per bambini in età prescolare chiamato Draw-A-Man Test. La Goodenough ottenne molti riconoscimenti grazie a questo test, che rappresentava un metodo di misura dell'intelligenza non verbale. Il test era noto per essere molto affidabile per via dei suoi criteri estremamente rigidi nel valutare ciascun disegno, poiché era ben correlato con i test del QI scritti. Inizialmente questo test era rivolto ai bambini dai due ai 13 anni. Il Draw-A-Man Test alla fine divenne il Draw-A-Woman Test a causa di alcuni critici che credevano che molte donne non fossero in grado di identificarsi in un uomo.

## Opere
- Goodenough, F. L. (1905). Measurement of intelligence by drawings. Yonkers-on-Hudson, NY: World Book Company.
- Goodenough, F. (1926). A new approach to the measurement of intelligence of young children. Journal of Genetic Psychology, 33, 185–211.
- Goodenough, F. L. (1931). Anger in young children. Minneapolis, MN: University of Minnesota Press.
- Goodenough, F. L. (1934). Developmental psychology: An introduction to the study of human behavior. New York, NY: Appleton-Century Crofts.
- Goodenough, F. L. (1949). The appraisal of child personality. Psychological Review, 56, 123–131.
- Goodenough, F. L. (1949). Mental testing: Its history, principles, and applications. New York, NY: Rinehart.
- Goodenough, F. L., & Anderson, J. E. (1931). Experimental child study. New York, NY: Century.
- Goodenough, F. L. (1956). Exceptional children. New York, NY: Appleton-Century Crofts.

## Collegamenti
- (EN) Corrispondenza privata di Florence Goodenough, su Archivi dell'università del Minnesota.

| Controllo di autorità | VIAF (EN) 39740130 · ISNI (EN) 0000 0001 1057 5762 · LCCN (EN) n50035045 · GND (DE) 1055122834 · J9U (EN, HE) 987007585467005171 |